# Lône
Pour les articles homonymes, voir Lone (homonymie).

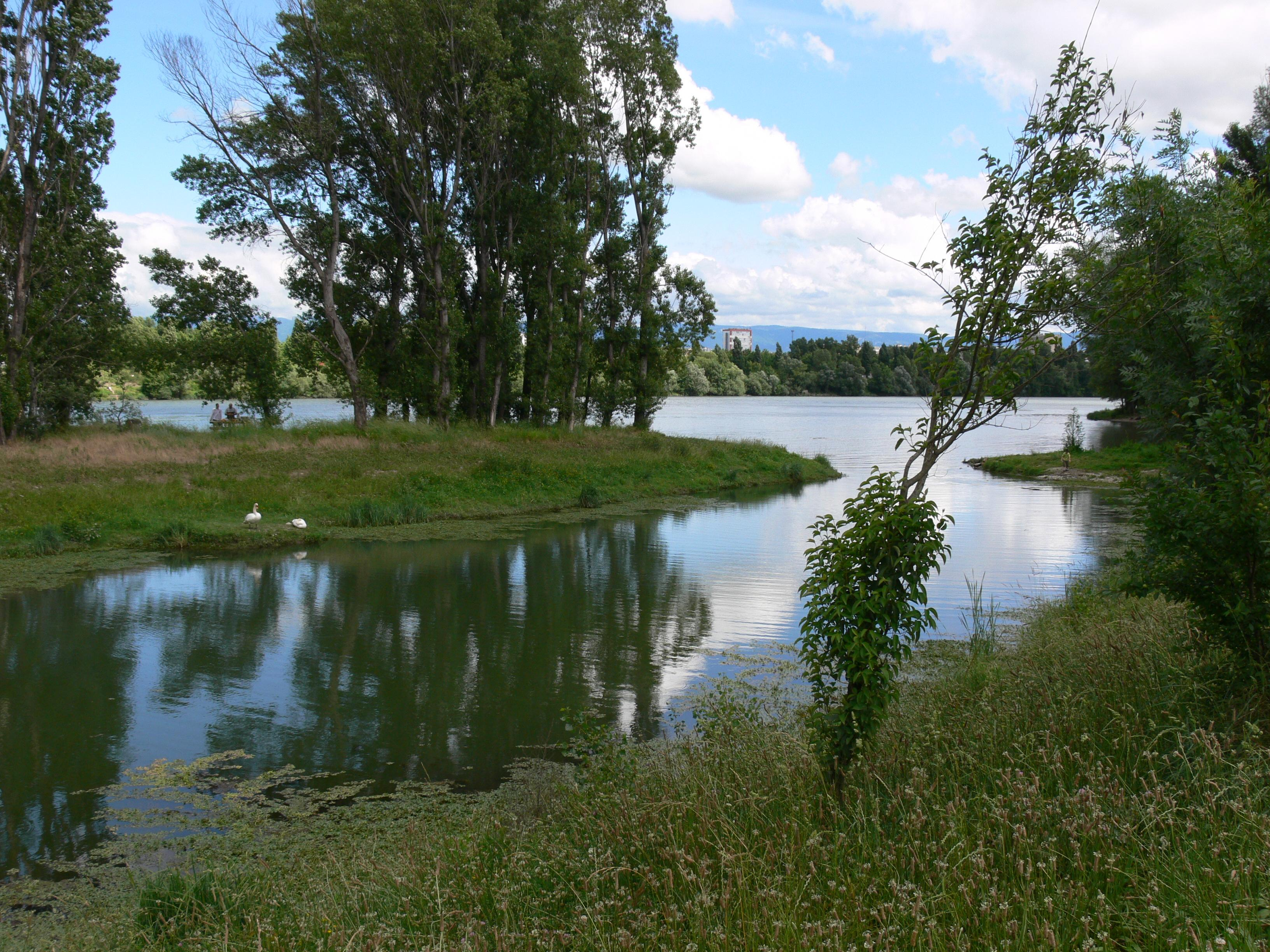
Une lône réhabilitée à Guilherand-Granges.

Une lône est un bras d’un fleuve qui reste en retrait du lit principal. Elle est alimentée en eau par infiltration depuis la nappe alluviale ou directement par le fleuve en période de crue. Son tracé et sa morphologie peuvent alors fortement évoluer sous la puissance des remous et la quantité de sédiments déplacés.
Le terme lône dérive du franco-provençal lona, issu du germanique lûhno. Il était uniquement utilisé pour le Rhône à l’origine mais s’est ensuite étendu à d’autres cours d’eau tels l’Isère. Il est synonyme du terme boire, utilisé pour la Loire et l'Allier.
On parle de broteau (écrit avec deux t à Lyon pour le quartier des Brotteaux, du francoprovençal broteu, prononcé [bro'tjo] à Lyon) pour désigner les îlots inondables et en constante évolution formés par les lônes. Les vorgines (du francoprovençal vorzina, issu du gaulois vorgia, osier, saule[réf. nécessaire] désignent les lieux où pousse la vorge (saule), végétation caractéristique des lônes et broteaux.

## Définition
Une lône est un terme propre au bassin du Rhône en France, qui désigne un bras mort ou chenal latéral plus ou moins isolé du cours principal du fleuve. D'un point de vue géomorphologique, le chenal d'origine peut être de style tressé, méandriforme ou d'anastomose,. Dans les deux derniers cas, les chenaux isolés sont désignés comme des « mortes » (mortes de Glandieu et du Saugey, Eau Morte dans le secteur de Brégnier-Cordon, Morte de la Négria dans le secteur de Jons). Lorsqu'elles existent, les lônes contribuent à la diversité des habitats dans les zones alluviales. Elles constituent en effet une gamme de conditions de milieu, depuis des lônes complètement connectées au fleuve où le courant est rapide (lône de la Fonde dans le secteur de Brégnier-Cordon, lône de Lucey dans le secteur de Belley), jusqu'à des lônes totalement déconnectées où l'eau stagne (lône Béard dans le secteur de Belley, lône du Bayard dans le secteur de Donzère). En position intermédiaire, certaines lônes conservent une connexion à l'aval avec le fleuve, tout en étant déconnectées à l'amont (lône des Pécheurs dans le secteur de Jons, lône du Mortier dans le secteur de Brégnier-Cordon),. C'est à partir d'exemples de lônes du Rhône qu'une typologie des bras morts basée sur leur connexion avec le fleuve a été proposée,. Cette typologie comprend quatre catégories correspondant à un gradient de déconnexion avec le fleuve: eupotamon - connexion complète; parapotamon - connexion uniquement à l'aval; plésiopotamon - déconnexion en débit moyen mais connexion relativement fréquente lors des hautes eaux; paléopotamons - déconnexion en débit moyen et connexion rare ou absente  lors des hautes eaux,.

## Les cours d'eau possédant des lônes

### Rhône
On dénombre plus de 250 lônes d’importance variable, souvent désignées par un nom de famille : la lône M*, la lône O*, etc.

### Isère
Par exemple lônes de Francin, lônes de Pontcharra, Bois Français.

## Des écosystèmes remarquables
Les lônes, avec leurs eaux stagnantes, présentent des écosystèmes riches et font souvent l’objet d’initiatives de préservation. Nombreuses sont celles qui sont ainsi protégées par un arrêté de préservation du biotope ou, au minimum, un classement européen Natura 2000.
Elles sont constituées d’habitats particulièrement favorables à la biodiversité : forêts alluviales, saulaies arbustives, eaux douces stagnantes eutrophes, herbiers d'hydrophytes et roselières.

## Faune
Les lônes du Rhône abritent de nombreuses espèces, dont certaines espèces protégées emblématiques :
- des mammifères : Castor d’Europe, Loutre d’Europe,
- des oiseaux : Martin pêcheur, Blongios nain, Milan noir, 
- des chiroptères (chauves-souris) : Petit et Grand rhinolophe, Petit et Grand murin, Minioptère de Schreibers, Murin de Bechtein,
- des insectes : Agrion de Mercure, Damier de la Sucisse.

## Impact de l'activité humaine sur les lônes
Autrefois comblées ou asséchées, les lônes ont plus récemment été victimes des aménagements hydrauliques réalisés par le ministère des Travaux publics à la fin du XIXe siècle (ouvrages de chenalisation Girardon) puis par la Compagnie nationale du Rhône au XXe siècle, à la demande de l’État (décrets publiés entre 1938 et 1976). Sur de nombreux tronçons du Rhône, la construction de barrages et de canaux de navigation a dévié la majeure partie des eaux et diminué leur pente d’écoulement (compensée par des écluses). Le transfert de sédiments de l’amont vers l’aval du fleuve est désormais entravé par ces ouvrages. En conséquence, l’implantation des lônes est aujourd’hui fixée et évolue peu ; la baisse des niveaux dans les tronçons court-circuités du fleuve les isole du lit principal. Cependant certaines actions de restauration ont été mises en place sur certains tronçons.

## Projets de réhabilitation
Depuis 1995, une partie des bénéfices issus de la production hydroélectrique finance la réhabilitation des lônes présentant le plus fort potentiel de diversité piscicole et faunistique. Ces projets sont également cofinancés par l’agence de l’eau, qui perçoit entre autres pour cela une taxe sur l’eau potable et l’assainissement.
Les travaux engagés portent sur la reconnexion des lônes au cours principal du fleuve et sur des remodelages visant à complexifier et diversifier leur morphologie. Sont ainsi créés des secteurs rapides à profondeur faible (radiers), des zones plus profondes à vitesse moindre (mouilles), des bancs de graviers affleurants, etc. Cette diversité offre à chaque espèce piscicole des milieux qui correspondent à ses besoins, pour chacune de ses activités et à ses différents stades de croissance.
Les interventions comprennent également des actions de végétalisation en eau (roselières) et sur berges (saulaies, forêts alluviales), avec élimination des espèces invasives telles la Renouée du Japon, la Jussie, l’Ambroisie ou le Robinier faux-acacia.